# Форест Ранч (Калифорнија)
Форест Ранч (енгл. Forest Ranch) насељено је место без административног статуса у америчкој савезној држави Калифорнија.

## Демографија
По попису из 2010. године број становника је 1.184.
| Група             | 2000.    | 2010.         |
| Белци             | 0 (0,0%) | 1.081 (91,3%) |
| Афроамериканци    | 0 (0,0%) | 8 (0,7%)      |
| Азијати           | 0 (0,0%) | 4 (0,3%)      |
| Хиспаноамериканци | 0 (0,0%) | 52 (4,4%)     |
| Укупно            | 0        | 1.184         |